# رکسان مدفری
رکسان مدفری (انگلیسی: Roxanne Modafferi؛ زادهٔ ۲۴ سپتامبر ۱۹۸۲) ورزشکار هنرهای رزمی ترکیبی و جودوکار اهل ایالات متحده آمریکا است.